# Predmier
Predmier (Hongaars:Peredmér) is een Slowaakse gemeente in de regio Žilina, en maakt deel uit van het district Bytča.
Predmier telt 1350 inwoners.